# Javor (district de Klatovy)
Pour les articles homonymes, voir Javor.
Javor (en allemand : Jawor) est une commune du district de Klatovy, dans la région de Plzeň, en République tchèque. Sa population s'élevait à 72 habitants en 2021.

## Géographie
Javor se trouve à 9 km au sud-sud-ouest de Klatovy, à 47 km au sud-sud-est de Plzeň et à 120 km au sud-ouest de Prague.
La commune est limitée par Týnec au nord, par Vrhaveč à l'est, par Strážov au sud et par Klenová à l'ouest.

## Histoire
La première mention écrite du village date de 1379.

## Administration
La commune se compose de deux quartiers :
- Javor
- Loučany

## Galerie

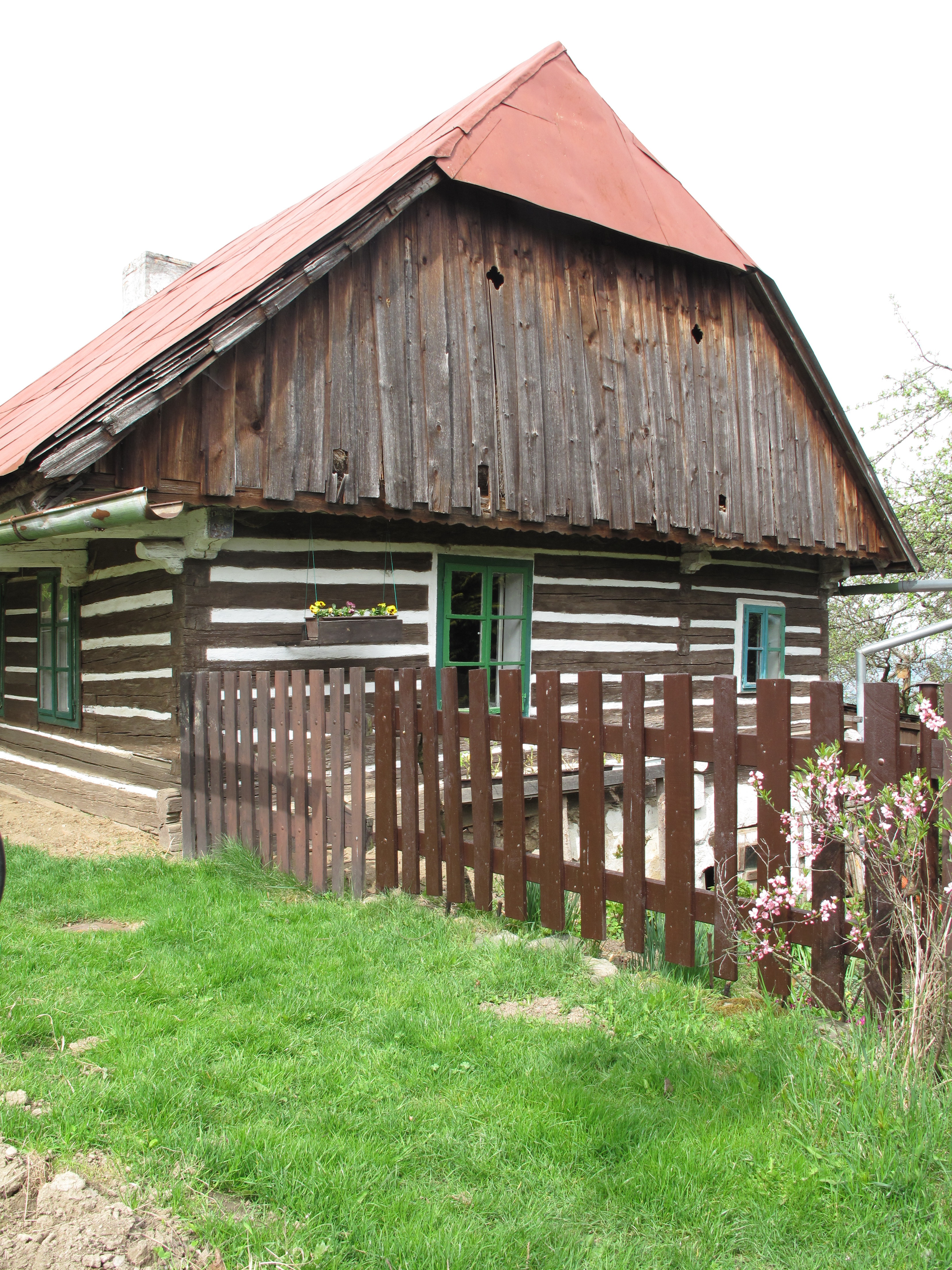
Architecture rurale à Loučany.
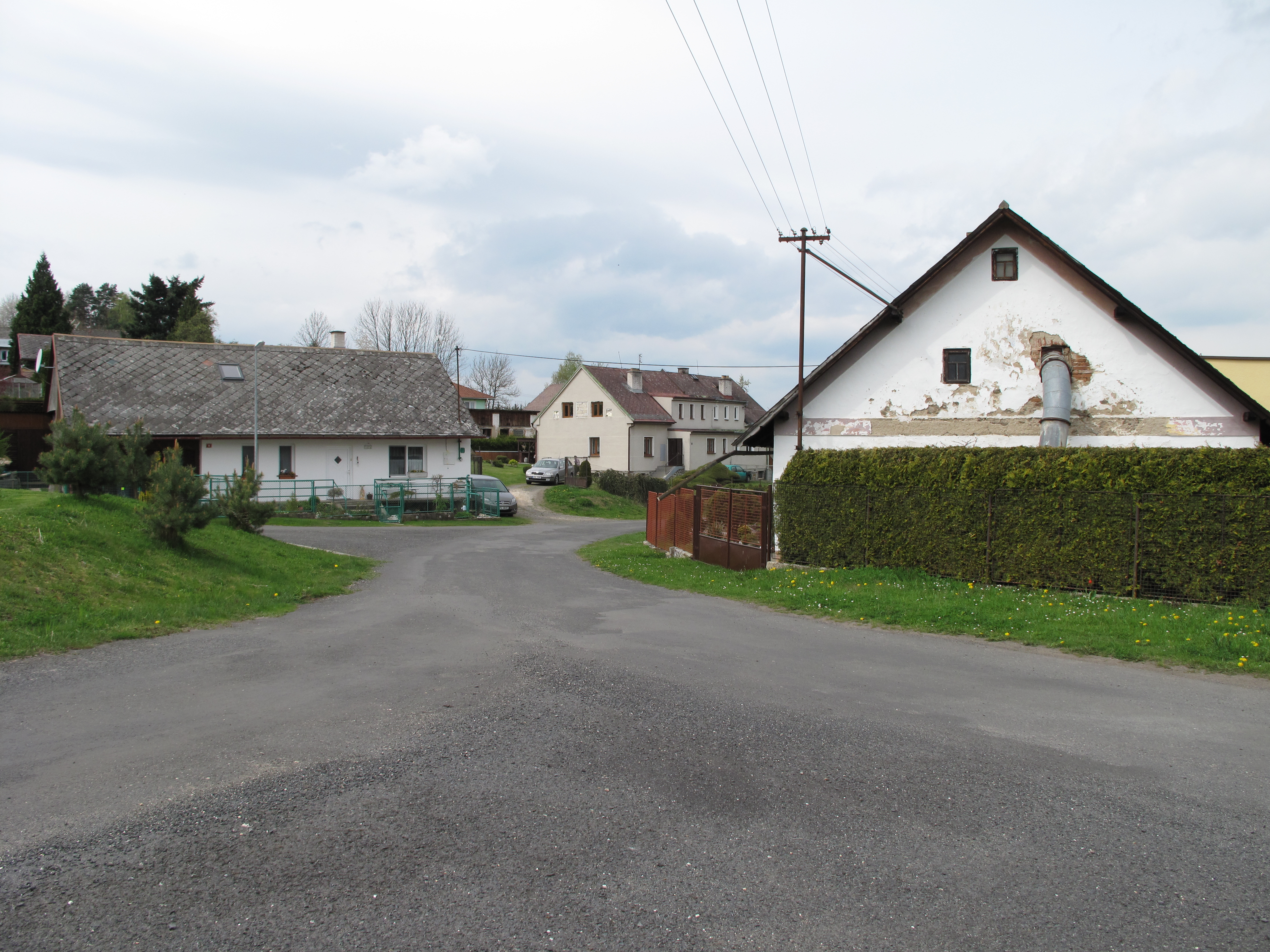
Centre de Javor.

## Transports
Par la route, Javor se trouve à 11 km de Klatovy, à 55 km de Plzeň et à 143 km de Prague.